# Confédération de la Volga

Tatarstan, république des Maris, Mordovie, Bachkirie et Tchouvachie.
Reste du district fédéral de la Volga.
Reste de la Russie.
Kazakhstan.

Le district fédéral de la Volga dans ses limites de 2018 au sein de la Russie.

La confédération de la Volga, également appelée fédération de la Volga ou parfois fédération Oural-Volga, est une confédération ou une fédération des républiques de la Volga proposée par divers mouvements après la dissolution de l'Union soviétique.
Les États fondateurs potentiels comprenaient les républiques du Tatarstan, des Maris, de Mordovie, de Bachkirie et de Tchouvachie.

## Contexte
Dans les années 1980, les politiques de Mikhaïl Gorbatchev visaient à revitaliser le système soviétique, mais elles ont au contraire accéléré son effondrement. Les mouvements nationalistes, démocratiques et libéraux ont pris de l’ampleur dans les républiques soviétiques et le contrôle du Parti communiste s’est affaibli.
En Union soviétique, une république fédérée était une entité politique fédérée constituante dotée d'un système de gouvernement appelé république soviétique, qui était officiellement définie dans la constitution de 1977 comme « un État socialiste soviétique souverain qui s'est uni aux autres républiques soviétiques pour former l'Union des républiques socialistes soviétiques ».
Le processus de perestroïka a confirmé que de jure toutes les républiques de l’Union ont, constitutionnellement et en pratique, le droit de se retirer librement de l’Union soviétique.
Tout au long de l’année 1992 et au début de l’année 1993, le processus d’élaboration d’une nouvelle constitution russe s’est heurté à une opposition importante. Les républiques rejetèrent tout projet qui menaçait leurs privilèges et se déclarèrent indépendantes et recherchèrent des groupements régionaux, tels que la république de l'Oural ou une confédération de la Volga.

## Histoire

### Propositions tatares et bachkires
Le 30 août 1990, le Tatarstan déclare sa souveraineté avec la Déclaration sur la souveraineté de l'État de la République socialiste soviétique tatare et en 1992 a organisé un référendum sur la nouvelle constitution.
L'idée de créer une confédération Oural-Volga est  soutenue dans le communiqué conjoint adopté à la suite de la réunion à Kazan des représentants des mouvements nationaux tatar et bachkir au début de décembre 1992.
En 1993, le parlement tatar appelle à la création d'une nouvelle organisation régionale appelée la confédération de la Volga, qui, si elle se concrétisait, donnerait au Tatarstan une frontière avec le Kazakhstan.
Lors de la réunion des délégations du Centre populaire bachkir « Oural » et du Centre public tatar de la république de Bachkirie le 20 novembre 1993, il a été constaté que le projet de constitution russe proposé ne répond pas aux principes du fédéralisme des peuples de la région Volga-Oural. Les parties ont constaté son instabilité et son imprévisibilité et sont arrivées à la conclusion qu’il serait opportun de former une confédération des républiques de cette région. Cependant, les autorités des deux républiques n’ont pas exprimé leur position sur cette question.
En mai 1994, lors d'une conférence de presse, Mintimer Chaïmiev a été interrogé sur l'avenir des relations fédérales. Il a déclaré qu'il considérait le Traité fédéral et l'accord bilatéral « Russie-Tatarstan » comme des documents transitoires. Il a également qualifié d'irréalisable l'idée de créer une Confédération de la Volga centrée autour du Tatarstan, mais n'a pas exclu la possibilité de sa renaissance si les tendances unitaristes dans la fédération de Russie continuaient de croître.
| Nationalité | Approuvent | Désapprouvent | Indifférents | Ne savent pas |
| ----------- | ---------- | ------------- | ------------ | ------------- |
| Bachkirs    | 22,4       | 26,2          | 13,5         | 37,9          |
| Tatars      | 19,5       | 31,5          | 10,5         | 38,5          |
| Russes      | 8,5        | 46,2          | 13,3         | 32            |

### Mordovie
Une petite minorité soutenait l'indépendance totale de la Mordovie au sein d'une fédération de la Volga avant la destitution du président de la Mordovie par le Soviet suprême en avril 1993. Après 1993, le soutien de la majorité nationaliste à l'autonomie économique et politique en Russie est de plus en plus mis sous pression par la petite mais croissante aile militante du mouvement, qui exigeait la réunification des terres mordves dans un État souverain.

### Mari El
En 1992, Mari Ushem organise le premier congrès de la nation marie, qui a appelé à une plus grande représentation des Maris au sein du gouvernement. En 1993, une nouvelle organisation plus radicale, Kugeze Mlande, dévient également active. Le mouvement plaide pour des limites à la migration vers Mari El et promeut la sécession et/ou la formation d'une fédération de la Volga indépendante de la Russie, mais ne réussit pas à attirer de nombreux adhérents et est contraint de fusionner avec Mari Ushem en 1995.

### Tchouvachie
La fédération de la Volga est discutée au sein du Congrès national tchouvache à l'automne 1993. Atner Khuzangai voyait la fédération comme une voie vers une plus grande autonomie ou une éventuelle indépendance de la Tchouvachie grâce à la coopération avec d'autres mouvements nationalistes du Tatarstan et de Bachkirie. Les centristes du Congrès ont préféré travailler au sein du système étatique russe existant pour parvenir à un renouveau culturel et à une influence administrative.